# Nechirvan Barzani
Nechirvan Idris Barzani(en kurdo:نێچیرڤان بارزانی oNêçîrvan Îdrîs Barzanî; nacido el 21 de septiembre de 1966) es un político iraquí de origen kurdo y presidente del Kurdistán iraquí desde el 10 de junio de 2019. Es el segundo en ocupar el máximo cargo del gobierno autónomo kurdo-iraquí tras Masud Barzani.
Idris también ocupó el puesto de primer ministro del Gobierno Regional del Kurdistán en dos ocasiones no consecutivas: de marzo de 2006 a agosto de 2009 y de marzo de 2012 a mayo de 2019.

## Primeros años
Barzani nació en 1966 en Barzan, Irak. La palabra Nêçîr significa “cazar” en kurdo y Nêçîrvan significa “cazador”. Su apellido refleja su origen. En 1975, su familia tuvo que exiliarse a Irán. A menudo acompañaba a su padre, Idris, en visitas oficiales a países de Oriente Medio y Europa, una premonición de su futuro político. Tras la muerte repentina de su padre, entró de lleno en la política kurda, trabajando en las juventudes del PDK. Es el nieto del fundador del PDK, Mustafa Barzani, y también sobrino del antiguo presidente del Kurdistán Iraquí, Massoud Barzani.
El padre de Nechirvan, Idris Barzani, fue un líder del KDP y una figura política importante, dedicando su vida  a la lucha por los derechos del pueblo kurdo junto a su padre y su hermano Masud Barzani, que ocupó el cargo de presidente de la región independiente del Kurdistán. En 1975, Nechirvan y su familia, así como decenas de miles de kurdos que vivían bajo el gobierno iraquí, se vieron abocados al exilio en Irán para buscar refugio del gobierno Baaz que en aquel momento cometía atroces crímenes, tales como asesinatos en masa o deportaciones, una política que tuvo su culminación con el genocidio de Anfal.
Siguiendo los pasos de su padre, tío y abuelo, Nechirvan se involucró en la política convirtiéndose en un activista. Acompañaba a su padre en visitas oficiales a oriente medio y a países europeos haciendo lobbismo por la causa kurda, lo cual se sirvió para postularse políticamente de cara al cambio que iba a producirse a nivel social y político en los siguientes años en Irak.

## Educación y vida privada
Nechirvan estudió política y relaciones internacionales en la universidad de Teherán, pero no pudo obtener el título, abandonando dichos estudios. Le fue otorgado el título honorífico de doctor en servicio público por el Washington and Jefferson College de Pennsylvania en los Estados Unidos en una ceremonia celebrada el 17 de mayo de 2008. Nechirvan habla con fluidez el kurdo y el inglés. Es un amante de la poesía kurda y persa y está casado con Nabila Barzani, teniendo ambos 5 hijos en común.

## Trayectoria política
Barzani fue elegido miembro del comité general del KDP en su décimo Congreso en 1989 y reelegido en su decimoprimer Congreso en 1993. Tras la guerra del Golfo de 1991, participó en las negociaciones con el gobierno iraquí. En 1996, fue elegido vice primer ministro de la región controlada por el KDP en el Kurdistán Iraquí. Después de la unificación en 2005 entre los principales partidos kurdos y la creación del Gobierno Regional del Kurdistán (KRG), se celebraron elecciones. En 2006, Barzani fue nombrado primer ministro del KRG. Estaba previsto que su legislatura acabase en 2008 pero, tras un acuerdo con la coalición en el poder, su mandato fue prorrogado hasta las elecciones de 2009.

### Primer ministro (2006-2009)
Como se ha comentado, en marzo de 2006, Nechirvan Barzani dirigió el quinto gabinete de gobierno, el primero después de la unificación del KRG (Kurdistán regional  government o gobierno regional del Kurdistán en castellano). Muchos de sus seguidores creen que su papel en el desarrollo de la región es fundamental. Durante su primer mandato como primer ministro, sus seguidores apodaron a su gobierno como “gobierno del desarrollo”, alabando su trabajo en el desarrollo del KRG. Desde septiembre de 2009 a enero de 2012, un político kurdo de la coalición KDP-PUK, Barham Salih, desempeñó el cargo de primer ministro del KRG.

### Primer ministro (2012-2019)
Nechirvan Barzani fe reelegido como primer ministro en 2012. Sus prioridades políticas consistieron en la mejora en calidad de vida en la región del Kurdistán, así como en asegurar la paz y la estabilidad y afianzar las relaciones exteriores además de lograr inversiones extranjeras. Otro objetivo de su gobierno fue la consolidación de la mejora de los derechos de las mujeres, así como otros grupos étnicos y religiosos en la zona. Bajo su mandato, en la región del KRG se llevó a cabo un amplio programa de desarrollo en lo referente a electrificación, suministro de agua, vivienda e infraestructura viaria. Asimismo más de 30 países establecieron en la región una sede diplomática.
En 2014, la guerra contra el estado islámico hizo mella en el Kurdistán. Además de la defensa contra dicho grupo terrorista, el KRG funcionó como zona de asistencia a desplazados de la guerra, dando cobijo a casi 2 millones de personas. Con la caída de los precios del petróleo y debido a que el gobierno de Irak fue incapaz de pagar la parte correspondiente del presupuesto del KRG, se produjo una fuerte crisis económica. Barzani fue una figura clave en la restauración de las relaciones con Bagdad de cara a reanudar los pagos que ambas administraciones habían acordado.
Tras el referéndum de independencia de 2017. El gobierno iraquí llevó a cabo una política más hostil hacia el gobierno del Kurdistán, llevándose a cabo incluso acciones militares. De nuevo su figura fue clave para la normalización de relaciones con Bagdad y reforzar los lazos con la comunidad internacional.

### Presidente de la región autónoma del Kurdistán (2019-actualidad)

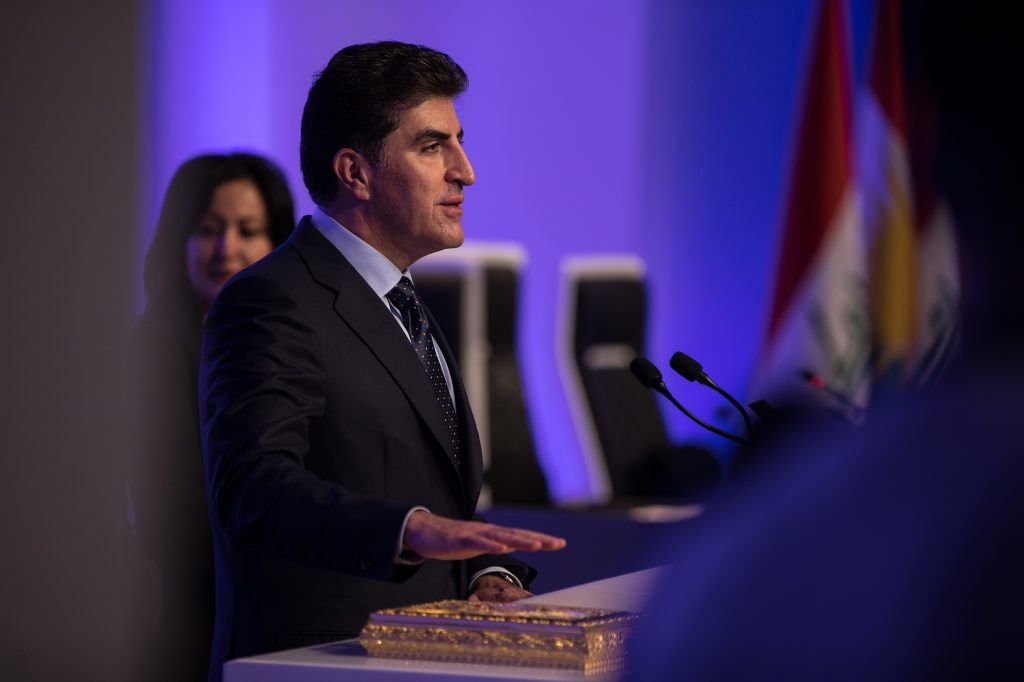
Nechirvan Barzani tomando posesión del cargo en Erbil el 10 de junio de 2019

En mayo de 2019, con 81 miembros del parlamento presentes, Nechirvan Barzani fue elegido presidente de la región autónoma del Kurdistán, con los votos de 68 parlamentarios. Su mandato comenzó en junio de 2019. Su primera cita fue para la democracia como uno de los grandes logros de la región del Kurdistán, afirmando que su deber como presidente de la región es continuar reforzando los valores democráticos y desarrollando una política social y económica para mejorar sectores tales como educación, sanidad o industria.
Nechirvan Barzani ha sido reconocido por la promoción de los derechos de todos los grupos étnicos y religiosos de la región así como su lucha por los derechos de las mujeres. Por esta razón ha recibido el apoyo de varios grupos religiosos y étnicos de la región del Kurdistán que creen que su mandato mejora la posibilidad de continuar siendo bien tratados en lo que se refiere a derechos e igualdad. Su elección como presidente marca un mandato que supone continuar avanzando en la igualdad y el respeto a todos los grupos, independientemente de su religión o etnia. Este hecho supone un hito para todas las naciones de la zona de oriente medio.
Durante su discurso inaugural afirmó que continuará su plan para mejorar la solidaridad con los países vecinos, mejora de relaciones con la comunidad internacional y su trabajo con el gobierno federal de Bagdad para llegar a acuerdos dentro del marco de la constitución de Irak.
Como presidente, Nechirvan Barzani sigue dedicado  a continuar su misión de ayuda a los yazidies. Barzani constituyó un departamento  dedicado a este asunto en 2014, para el rescate a los yazidies supervivientes del cautiverio por parte del estado islámico, Más de 3340 víctimas yazidies han sido liberadas por este departamento.